# 홋카이도도 제502호선
502번 홋카이도도(일본어: 北海道道502号斗満陸別停車場線→홋카이도도 502호 도만-리쿠베쓰 정차장선)는 홋카이도 아쇼로군 리쿠베쓰정의 토마무 리조트에서 리쿠베쓰-하라노 분기선까지 이어지는 일본의 일반 현도 노선이다.